# Gemütlichkeit
Gemütlichkeit (pronuncia: [ɡəˈmyːtlɪçkaɪt]) è una parola tedesca per descrivere un luogo o uno stato di calore e amicizia e buon umore. Altre qualità associate sono comodità, pace dei sensi, senso di appartenenza, star bene e accettazione sociale.
Il dizionario di tedesco Sansoni lo traduce in italiano come: comodità, intimità, affabilità.

## Etimologia
Gemütlichkeit deriva da gemütlich, l'aggettivo di Gemüt, che significa "cuore, mente, temperamento, sentimento, umore" 
L'attuale significato della parola deriva dal suo uso nel periodo artistico Biedermeier. Dalla seconda metà del XIX secolo fu associato a un insieme di tratti supposti unici della cultura tedesca.

## Usi
Negli Stati Uniti, la città di Jefferson, nel Wisconsin, ha per motto la frase "The Gemütlichkeit City".